# 北大阪朝鮮初級学校
北大阪朝鮮初級学校（きたおおさかちょうせんしょきゅうがっこう、기다오사까조선초급학교）は、大阪府大阪市東淀川区にある朝鮮学校。学校法人大阪朝鮮学園が運営している。
日本の小学校相当の学校であり、附属の幼稚園相当の幼稚班も設置されている。非一条校。
2023年に城北朝鮮初級学校、北大阪朝鮮初中級学校、大阪福島朝鮮初級学校の3校統合により発足した。

## 沿革
太平洋戦争の終戦に伴い、朝鮮人子弟に朝鮮語を教える国語講習所が各地に開設された。大阪市北部や北摂地域では、大阪市北区・東淀川区・池田市・高槻市に国語講習所が開設され、国語講習所を母体に4ヶ所の朝鮮学校が開設された。
しかし1949年10月の朝鮮学校閉鎖令の影響で、いずれの朝鮮学校も閉鎖を余儀なくされた。
その後関係者の運動を背景に、1957年に東淀川朝鮮初級学校として、東淀川区十三南之町（現在の淀川区新北野）に開設された。この時開設された学校が、現在の北大阪朝鮮初中級学校の直接的な起源となっている。
1960年には現在地に移転し、北大阪朝鮮初級学校に改称した。その直後に中級部を併設し、北大阪朝鮮初中級学校に改称している。
- 1957年4月1日 - 東淀川朝鮮初級学校として設置。
- 1960年4月 - 現在地に移転し北大阪朝鮮初級学校に改称。
- 1960年5月 - 中級部が併設。学校名称を北大阪朝鮮初中級学校とする。
- 1970年 - 幼稚班設置。
- 2020年 - 中級部をこの年度より休校とする。
- 2023年 - 中級部をこの年度より廃校とする。
- 2023年 - 大阪福島朝鮮初級学校、城北朝鮮初級学校との3校統合により北大阪朝鮮初級学校が発足。[1]

## 交通
- 阪急京都本線「上新庄駅」東へ約800m。
- Osaka Metro今里筋線「瑞光四丁目駅」南西へ約800m、または「だいどう豊里駅」北西へ約800m。
- 大阪シティバス 瑞光二丁目バス停、「大阪経大前」バス停。